# Хикутаваке
Хикутаваке (англ. Hikutavake) — деревня, расположенная в североной части острова Ниуэ (владение Новой Зеландии) на юге Тихого океана. Является административным центром одноимённого округа.

## Географическая характеристика
Деревня Хикутаваке расположена, примерно, в 10 км северо-восточнее столицы Ниуэ. Ближайший населённый пункт — деревня Тои, находится в 2,5 км юго-восточнее.
Высота центра деревни над уровнем моря равна 55 м.

## Население
Население, согласно данным переписи населения 2011 года, составляет 40 человек.
| Динамика изменения численности населения Хикутаваке | Динамика изменения численности населения Хикутаваке | Динамика изменения численности населения Хикутаваке | Динамика изменения численности населения Хикутаваке | Динамика изменения численности населения Хикутаваке | Динамика изменения численности населения Хикутаваке |
| Год                                                 | 1986                                                | 1997                                                | 2001                                                | 2006                                                | 2011                                                |
| --------------------------------------------------- | --------------------------------------------------- | --------------------------------------------------- | --------------------------------------------------- | --------------------------------------------------- | --------------------------------------------------- |
| жителей                                             | 117                                                 | 68                                                  | 65                                                  | 56                                                  | 40                                                  |